# Stakes Winner 2
Stakes Winner 2 est un jeu vidéo de hippisme développé par Saurus et édité par SNK en 1996 sur Neo-Geo MVS et Neo-Geo AES (NGM 227),,. Le jeu est également porté sur PlayStation et Saturn en 1997.

## Portage
- PlayStation (1997)
- Saturn (1997)

## Série
1. Stakes Winner (1996)
2. Stakes Winner 2 (1996)